# Kraaihei-verbond
Het kraaihei-verbond (Empetrion nigri) is een verbond uit de struikheide-orde (Calluno-Ulicetalia). Het verbond omvat van dwergstruweelgemeenschappen op duinzand in het kustgebied. Het verbond telt in Nederland drie associaties die voornamelijk beperkt zijn tot het Waddendistrict.

## Naamgeving en codering
- Duits: Borealen Krähenbeer-Heiden
- Syntaxoncode voor Nederland (rVvN): r20Ab

De wetenschappelijke naam Empetrion nigri is afgeleid van de botanische naam van de meest dominante soort binnen het verbond, de kraaihei (Empetrum nigrum).

## Associaties in Nederland en Vlaanderen
Het kraaihei-verbond wordt in Nederland en Vlaanderen vertegenwoordigd door drie associaties.
- - associatie van zandzegge en kraaihei (Carici arenariae-Empetretum)
  - associatie van eikvaren en kraaihei (Polypodio-Empetretum)
  - associatie van kruipwilg en kraaihei (Salici repentis-Empetretum)

## Verspreiding
Het verspreidingsgebied van het kraaihei-verbond is voornamelijk beperkt tot de Circumboreale provincie. In Nederland is ze beperkt tot het Waddendistrict en de kuststrook van Noord-Holland.
In België komt het kraaihei-verbond enkel nog voor als relictvegetatie in de Hoge Venen.

## Diagnostische taxa voor Nederland en Vlaanderen
De droge duinheiden van dit verbond zijn, tenminste voor wat de hogere planten betreft, meestal diverser dan de binnenlandse heiden van het verbond van struikhei en kruipbrem. Vooral de kruidlaag is veel rijker aan soorten. De moslaag bevat geen specifieke ken- of differentiërende soorten, maar groot laddermos en gewoon kantmos komen wel frequenter voor dan in de binnenlandse droge heiden.
Dit verbond heeft geen specifieke kentaxa.

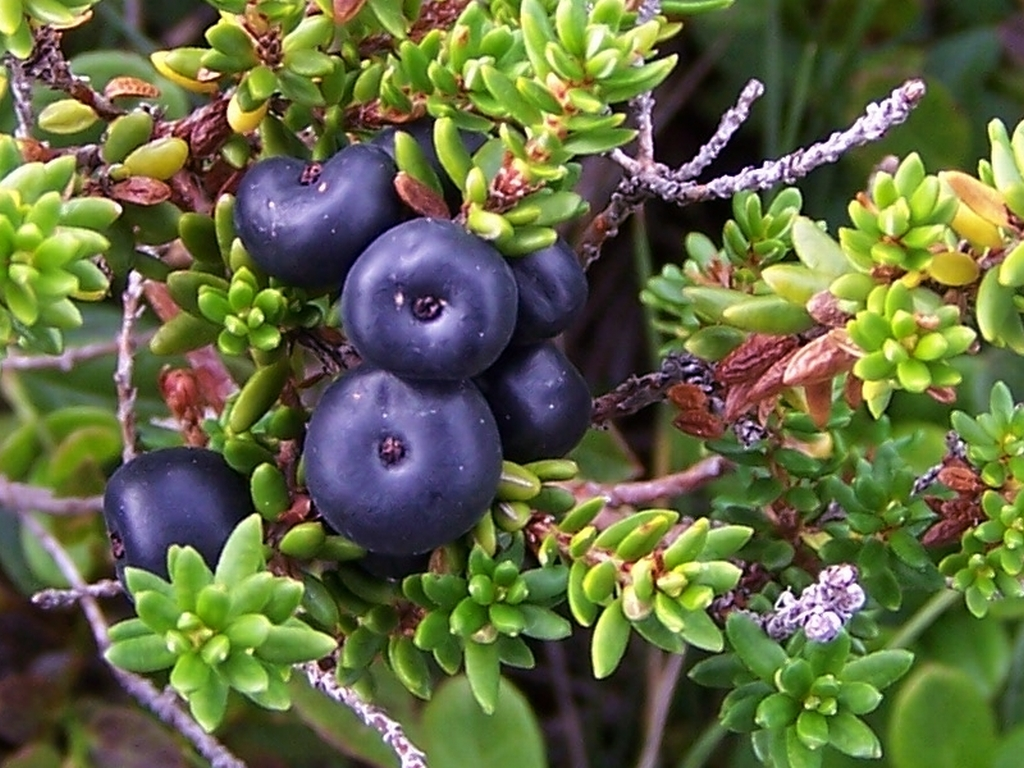
Kraaihei

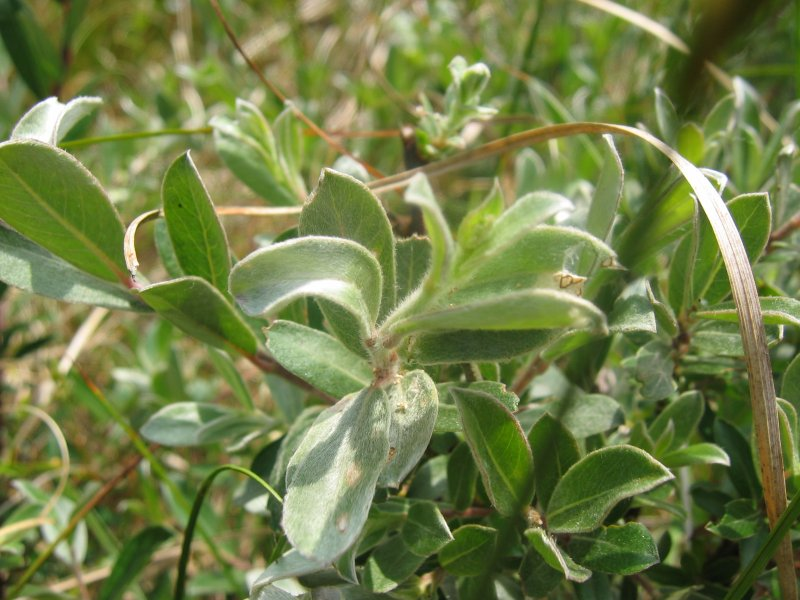
Kruipwilg

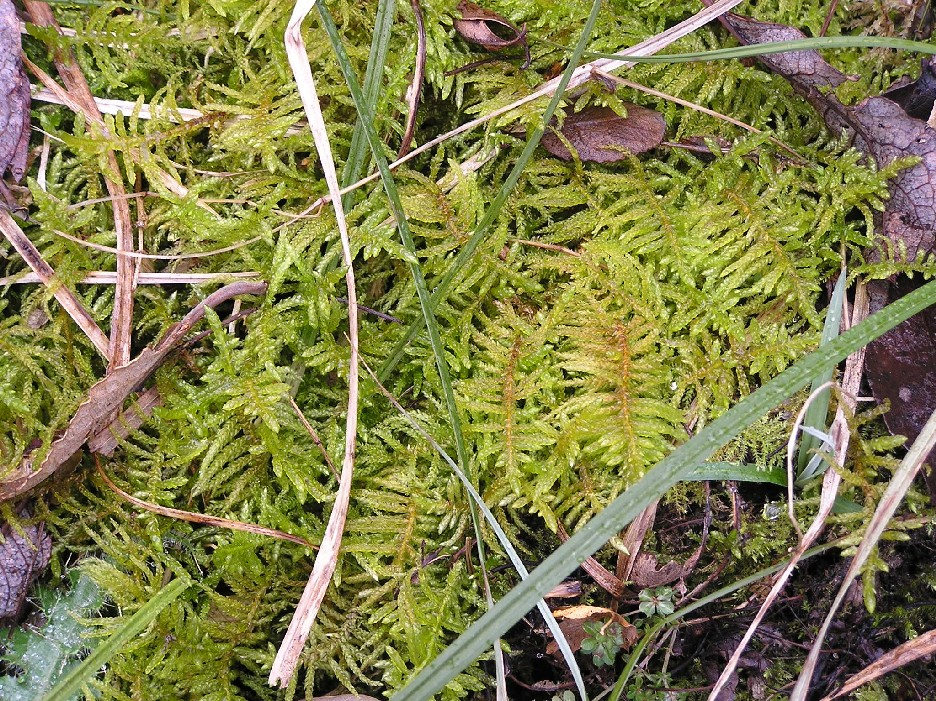
Groot laddermos

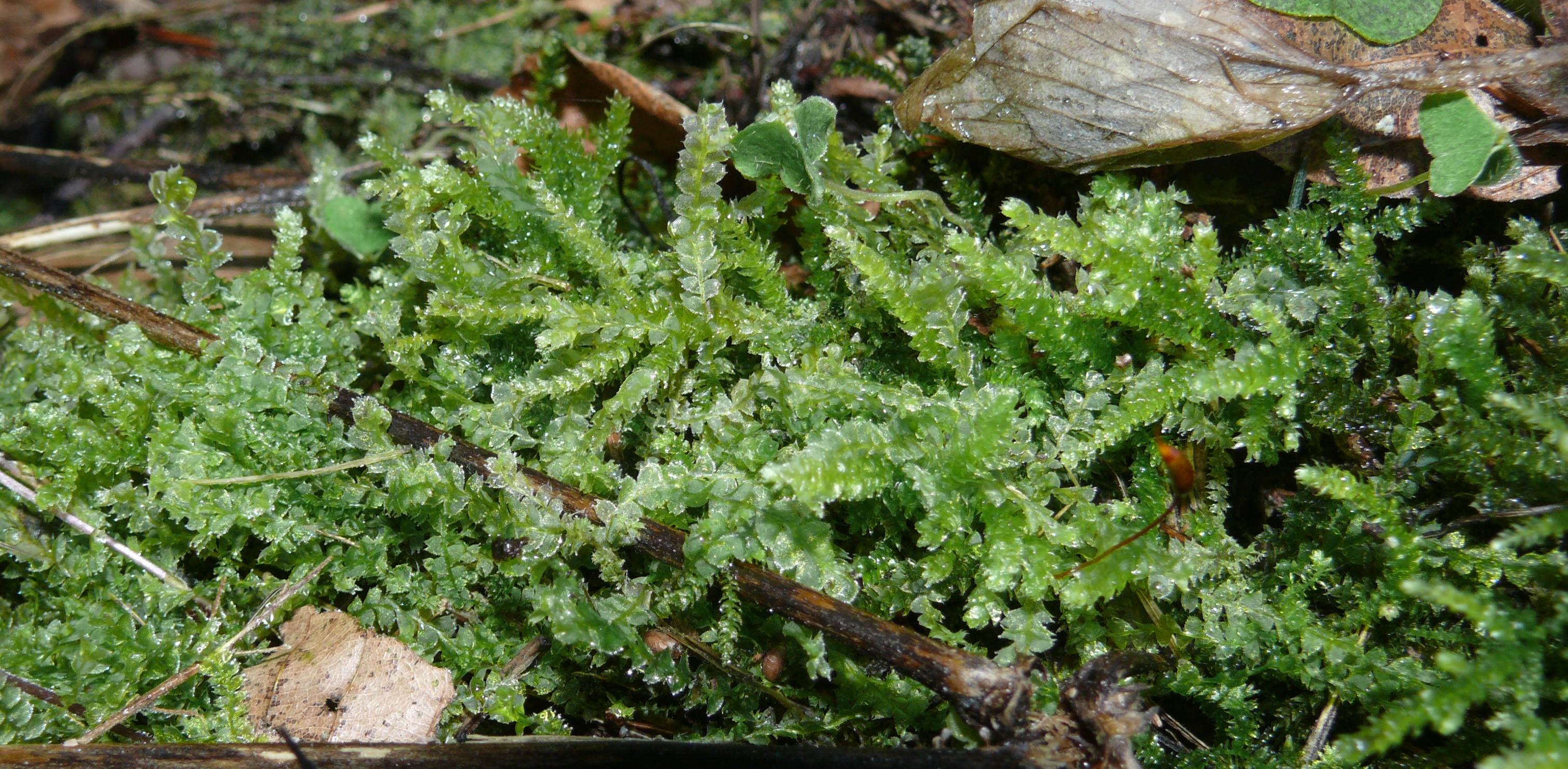
Gewoon kantmos

Kruidlaag
| Kentaxon | Diff.soort | Abundantie | Triviale naam      | Botanische naam        | Opmerking                                     |
| -------- | ---------- | ---------- | ------------------ | ---------------------- | --------------------------------------------- |
| kK       |            | D/A        | kraaihei           | Empetrum nigrum        |                                               |
|          | dV         | A/F        | kruipwilg          | Salix repens           | t.o.v. het verbond van struikhei en kruipbrem |
|          | dV         |            | zandzegge          | Carex arenaria         | t.o.v. het verbond van struikhei en kruipbrem |
|          | dV         |            | duinriet           | Calamagrostis epigejos | idem                                          |
|          | dV         |            | schermhavikskruid  | Hieracium umbellatum   | idem                                          |
|          | dV         |            | gewone rolklaver   | Lotus corniculatus     | idem                                          |
|          | dV         |            | helm               | Ammophila arenaria     | idem                                          |
|          | dV         |            | gewoon biggenkruid | Hypochaeris radicata   | idem                                          |
|          | dV         |            | gewone veldbies    | Luzula campestris      | idem                                          |

Moslaag
| Kentaxon | Diff.soort | Abundantie | Triviale naam   | Botanische naam          | Opmerking |
| -------- | ---------- | ---------- | --------------- | ------------------------ | --------- |
|          |            |            | groot laddermos | Pseudoscleropodium purum |           |
|          |            |            | gewoon kantmos  | Lophocolea bidentata     |           |